# Charles Kidson
Charles Kidson  (7 de noviembre de 1867 - 2 de octubre de 1908) fue un profesor de arte, artista, artesano y escultor neozelandés. Es el padre de la escultora y científica Elsa Beatrice Kidson.

## Datos biográficos
Nació en Bilston, Staffordshire, Inglaterra el 7 de noviembre de 1867. En 1906 dejó su plaza de profesor en la Escuela de Arte de la Universidad de Canterbury, para dedicarse al retrato escultórico de personalidades locales a tiempo completo. Falleció el 2 de octubre de 1908 a los 40 años, hace 116 años.